# Torneo Intermedio 2018
El Torneo Intermedio 2018 constituyó el segundo certamen del 115.º Campeonato de Primera División del fútbol uruguayo organizado por la AUF. Se realizó entre el 9 de mayo y el 7 de junio, con partidos a jugarse tanto los fines de semana como miércoles o jueves. La final se jugó el 10 de junio, día que además finalizó la actividad local previa al Mundial de Rusia 2018.
El torneo fue nombrado Juan Carlos Bugallo.

## Sistema de disputa
Al ser un campeonato de 15 equipos, los integrantes de uno de los grupos estarían jugando un partido más, y por lo tanto generando una desventaja para los integrantes del otro grupo en la Tabla Anual. Por este motivo la AUF determinó que a los equipos de la Serie B (serie que tiene 7 equipos), se le hiciera el siguiente cálculo para su puntaje en la Anual a través de una regla de tres: se dividió los puntos ganados entre los seis partidos que jugaron, y ese resultado se multiplicó por siete partidos que deberían haber jugado.

## Información de equipos
Todos los datos estadísticos corresponden únicamente a los Campeonatos Uruguayos organizados por la Asociación Uruguaya de Fútbol, no se incluyen los torneos de la FUF de 1923, 1924 ni el Torneo del Consejo Provisorio 1926 en las temporadas contadas. Las fechas de fundación de los equipos son las declaradas por los propios clubes implicados.
| Club                 | Fundación |  | Localía     | Estadio                | Capacidad | Temporadas en 1ª | Ligas | Copas | Fechas | Entrenador         | Indumentaria | 2017 |
| -------------------- | --------- |  | ----------- | ---------------------- | --------- | ---------------- | ----- | ----- | ------ | ------------------ | ------------ | ---- |
| Peñarol              | 1891      |  | Montevideo  | Campeón del Siglo      | 40.005    | 112              | 51    | 43    | 1-     | Leonardo Ramos     | Puma         | 1°   |
| Defensor Sporting    | 1913      |  | Montevideo  | Estadio Luis Franzini  | 16.000    | 88               | 4     | 3     | 1-     | Eduardo Acevedo    | Umbro        | 2°   |
| Nacional             | 1899      |  | Montevideo  | Gran Parque Central    | 26.500    | 113              | 46    | 54    | 1-     | Alexander Medina   | Umbro        | 3°   |
| Montevideo Wanderers | 1902      |  | Montevideo  | Parque Viera           | 14.000    | 98               | 3     | 10    | 1-     | Eduardo Espinel    | Umbro        | 4°   |
| Cerro                | 1922      |  | Montevideo  | Estadio Luis Tróccoli  | 25.000    | 69               | -     | -     | 1-     | Fernando Correa    | Luanvi       | 5°   |
| Boston River         | 1939      |  | Las Piedras | Parque Artigas         | 9.000     | 2                | -     | -     | 1-     | Alejandro Apud     | Joma         | 6°   |
| Rampla Juniors       | 1914      |  | Montevideo  | Estadio Olímpico       | 6.000     | 68               | 1     | 4     | 1-     | Julio Fuentes      | Marathon     | 7°   |
| Danubio              | 1932      |  | Montevideo  | Jardines del Hipódromo | 18.000    | 65               | 4     | 2     | 1-     | Pablo Peirano      | Luanvi       | 8°   |
| River Plate          | 1932      |  | Montevideo  | Parque Saroldi         | 5.165     | 66               | -     | 2     | 1-     | Pablo Tiscornia    | Mgr Sport    | 9°   |
| Racing               | 1919      |  | Montevideo  | Parque Roberto         | 8.500     | 48               | -     | -     | 1-     | Rodrigo López      | Mgr Sport    | 10°  |
| Fénix                | 1916      |  | Montevideo  | Parque Capurro         | 5.500     | 33               | -     | -     | 1-     | Nathaniel Revetria | Mgr Sport    | 11°  |
| Liverpool            | 1915      |  | Montevideo  | Belvedere              | 8.384     | 74               | -     | -     | 1-     | Paulo Pezzolano    | Joma         | 12°  |
| Torque               | 2007      |  | Montevideo  | Estadio José Nasazzi   | 5.002     | 0                | -     | -     | 1-     | Pablo Marini       | Luanvi       |      |
| Atenas               | 1928      |  | San Carlos  | Estadio Atenas         | 6.000     | 2                | -     | -     | 1-     | Miguel Falero      | Taca         |      |
| Progreso             | 1917      |  | Montevideo  | Abraham Paladino       | 5.400     | 21               | 1     | 1     | 1-     | Marcelo Méndez     | Mgr Sport    |      |

## Grupos
Los grupos se determinan por la posición de los equipos en la tabla del Torneo Apertura. Los clubes en posición impar fueron a la Serie A, y los clubes en posición par a la Serie B.
| Serie A                  | Serie B              |
| ------------------------ | -------------------- |
| 1° Nacional              | 2° Peñarol           |
| 3° Danubio               | 4° Defensor Sporting |
| 5° Liverpool             | 6° River Plate       |
| 7° Cerro                 | 8° Progreso          |
| 9° Fénix                 | 10° Boston River     |
| 11° Montevideo Wanderers | 12° Atenas           |
| 13° Racing               | 14° Torque           |
| 15° Rampla Juniors       |                      |

## Clasificación

### Tablas de posiciones

#### Grupo A
|                                          | Pos. | Equipos              | Puntos | PJ | PG | PE | PP | GF | GC | Dif. |
| ---------------------------------------- | ---- | -------------------- | ------ | -- | -- | -- | -- | -- | -- | ---- |
|                                          | 1°   | Nacional             | 17     | 7  | 5  | 2  | 0  | 19 | 5  | +14  |
|                                          | 2°   | Cerro                | 13     | 7  | 3  | 4  | 0  | 9  | 5  | +4   |
|                                          | 3°   | Danubio              | 10     | 7  | 3  | 1  | 3  | 12 | 12 | 0    |
|                                          | 4°   | Racing               | 10     | 7  | 3  | 1  | 3  | 5  | 9  | -4   |
|                                          | 5°   | Montevideo Wanderers | 9      | 7  | 3  | 0  | 4  | 8  | 10 | -2   |
|                                          | 6°   | Liverpool            | 8      | 7  | 2  | 2  | 3  | 10 | 11 | -1   |
|                                          | 7°   | Rampla Juniors       | 6      | 7  | 2  | 0  | 5  | 9  | 14 | -5   |
|                                          | 8°   | Fénix                | 5      | 7  | 1  | 2  | 4  | 7  | 13 | -6   |
| Última actualización: 5 de junio de 2018 |      |                      |        |    |    |    |    |    |    |      |

|  | Ganador de la Grupo A y clasificado a la final del Torneo Intermedio. |

#### Grupo B
|                                          | Pos. | Equipos           | Puntos | PJ | PG | PE | PP | GF | GC | Dif. |
| ---------------------------------------- | ---- | ----------------- | ------ | -- | -- | -- | -- | -- | -- | ---- |
|                                          | 1°   | Torque            | 13     | 6  | 4  | 1  | 1  | 10 | 6  | +4   |
|                                          | 2°   | Peñarol           | 12     | 6  | 4  | 0  | 2  | 20 | 10 | +10  |
|                                          | 3°   | River Plate       | 9      | 6  | 2  | 3  | 1  | 5  | 9  | -4   |
|                                          | 4°   | Atenas            | 8      | 6  | 2  | 2  | 2  | 6  | 5  | +1   |
|                                          | 5°   | Progreso          | 6      | 6  | 1  | 3  | 2  | 5  | 7  | -2   |
|                                          | 6°   | Defensor Sporting | 6      | 6  | 2  | 0  | 4  | 4  | 8  | -4   |
|                                          | 7°   | Boston River      | 4      | 6  | 1  | 1  | 4  | 2  | 7  | -5   |
| Última actualización: 6 de junio de 2018 |      |                   |        |    |    |    |    |    |    |      |

|  | Ganador de la Grupo B y clasificado a la final del Torneo Intermedio. |

## Fixture

#### Fecha 1
| Serie               | Local             | Resultado | Visitante    | Estadio                 | Fecha          | Hora  |
| ------------------- | ----------------- | --------- | ------------ | ----------------------- | -------------- | ----- |
| B                   | Torque            | 2:2       | River Plate  | Casto Martínez Laguarda | 9 de mayo      | 15:30 |
| B                   | Defensor Sporting | 0:2       | Atenas       | Luis Franzini           | 9 de mayo      | 15:30 |
| A                   | Nacional          | 3:1       | Fénix        | Gran Parque Central     | 9 de mayo      | 20:00 |
| A                   | Racing            | 2:0       | Liverpool    | Parque Roberto          | 10 de mayo     | 15:30 |
| A                   | Rampla Juniors    | 0:1       | Cerro        | Estadio Olímpico        | 10 de mayo     | 15:30 |
| A                   | Danubio           | 0:2       | Wanderers    | Jardines del Hipódromo  | 16 de mayo (*) | 15:30 |
| B                   | Peñarol           | 3:0       | Boston River | Campeón del Siglo       | 23 de mayo (*) | 20:00 |
| Libre: Progreso (B) |                   |           |              |                         |                |       |

(*) Partidos postergados por participación de Danubio y Boston River en Copa Sudamericana.

#### Fecha 2
| Serie                   | Local       | Resultado | Visitante         | Estadio                      | Fecha      | Hora  |
| ----------------------- | ----------- | --------- | ----------------- | ---------------------------- | ---------- | ----- |
| B                       | Atenas      | 0:1       | Torque            | Domingo Burgueño Miguel      | 12 de mayo | 15:30 |
| B                       | Progreso    | 4:3       | Peñarol           | José Nasazzi                 | 12 de mayo | 15:30 |
| B                       | River Plate | 1:0       | Defensor Sporting | Parque Federico Omar Saroldi | 12 de mayo | 15:30 |
| A                       | Fénix       | 1:3       | Rampla Juniors    | Parque Capurro               | 13 de mayo | 10:15 |
| A                       | Wanderers   | 0:1       | Racing            | Parque Alfredo Víctor Viera  | 13 de mayo | 15:30 |
| A                       | Cerro       | 2:2       | Nacional          | Luis Tróccoli                | 13 de mayo | 15:30 |
| A                       | Liverpool   | 3:4       | Danubio           | Belvedere                    | 13 de mayo | 15:30 |
| Libre: Boston River (B) |             |           |                   |                              |            |       |

#### Fecha 3
| Serie             | Local             | Resultado | Visitante    | Estadio                 | Fecha      | Hora  |
| ----------------- | ----------------- | --------- | ------------ | ----------------------- | ---------- | ----- |
| B                 | Defensor Sporting | 1:0       | Progreso     | Luis Franzini           | 19 de mayo | 15:00 |
| B                 | Torque            | 0:1       | Boston River | Casto Martínez Laguarda | 19 de mayo | 15:00 |
| A                 | Rampla Juniors    | 2:3       | Wanderers    | Estadio Olímpico        | 19 de mayo | 15:00 |
| A                 | Nacional          | 1:1       | Liverpool    | Centenario              | 19 de mayo | 16:00 |
| A                 | Racing            | 1:0       | Fénix        | Parque Roberto          | 20 de mayo | 15:00 |
| A                 | Danubio           | 0:2       | Cerro        | Jardines del Hipódromo  | 20 de mayo | 14:15 |
| B                 | Peñarol           | 6:0       | River Plate  | Campeón del Siglo       | 20 de mayo | 19:00 |
| Libre: Atenas (B) |                   |           |              |                         |            |       |

#### Fecha 4
| Serie             | Local        | Resultado | Visitante         | Estadio                     | Fecha      | Hora  |
| ----------------- | ------------ | --------- | ----------------- | --------------------------- | ---------- | ----- |
| A                 | Fénix        | 2:2       | Danubio           | Parque Capurro              | 26 de mayo | 15:00 |
| A                 | Racing       | 1:2       | Rampla Juniors    | Parque Roberto              | 26 de mayo | 15:00 |
| B                 | Atenas       | 1:2       | Peñarol           | Domingo Burgueño Miguel     | 26 de mayo | 19:00 |
| B                 | Progreso     | 0:0       | River Plate       | Parque Paladino             | 27 de mayo | 15:00 |
| B                 | Boston River | 1:2       | Defensor Sporting | Parque Capurro              | 27 de mayo | 15:00 |
| A                 | Wanderers    | 1:4       | Nacional          | Parque Alfredo Víctor Viera | 27 de mayo | 15:00 |
| A                 | Cerro        | 1:1       | Liverpool         | Luis Tróccoli               | 27 de mayo | 17:15 |
| Libre: Torque (B) |              |           |                   |                             |            |       |

#### Fecha 5
| Serie                        | Local       | Resultado | Visitante      | Estadio                | Fecha      | Hora  |
| ---------------------------- | ----------- | --------- | -------------- | ---------------------- | ---------- | ----- |
| B                            | River Plate | 1:0       | Boston River   | Parque Saroldi         | 30 de mayo | 15:00 |
| A                            | Danubio     | 4:1       | Rampla Juniors | Jardines del Hipódromo | 30 de mayo | 15:00 |
| A                            | Nacional    | 5:0       | Racing         | Centenario             | 30 de mayo | 20:00 |
| A                            | Fénix       | 3:1       | Liverpool      | Parque Capurro         | 31 de mayo | 15:00 |
| A                            | Cerro       | 2:1       | Wanderers      | Luis Tróccoli          | 31 de mayo | 15:00 |
| B                            | Progreso    | 1:1       | Atenas         | Parque Paladino        | 31 de mayo | 15:00 |
| B                            | Peñarol     | 3:4       | Torque         | Campeón del Siglo      | 31 de mayo | 20:00 |
| Libre: Defensor Sporting (B) |             |           |                |                        |            |       |

#### Fecha 6
| Serie              | Local          | Resultado | Visitante         | Estadio                     | Fecha      | Hora  |
| ------------------ | -------------- | --------- | ----------------- | --------------------------- | ---------- | ----- |
| A                  | Racing         | 0:2       | Danubio           | Parque Roberto              | 2 de junio | 15:00 |
| A                  | Rampla Juniors | 0:2       | Nacional          | Estadio Olímpico            | 2 de junio | 15:00 |
| A                  | Wanderers      | 1:0       | Liverpool         | Parque Alfredo Víctor Viera | 3 de junio | 15:00 |
| A                  | Fénix          | 1:1       | Cerro             | Parque Capurro              | 3 de junio | 15:00 |
| B                  | Torque         | 1:0       | Defensor Sporting | Casto Martínez Laguarda     | 3 de junio | 15:00 |
| B                  | Atenas         | 1:1       | River Plate       | Estadio Atenas              | 3 de junio | 15:00 |
| B                  | Boston River   | 0:0       | Progreso          | Luis Tróccoli               | 3 de junio | 15:00 |
| Libre: Peñarol (B) |                |           |                   |                             |            |       |

#### Fecha 7
| Serie                  | Local             | Resultado | Visitante      | Estadio                     | Fecha      | Hora  |
| ---------------------- | ----------------- | --------- | -------------- | --------------------------- | ---------- | ----- |
| A                      | Liverpool         | 2:1       | Rampla Juniors | Belvedere                   | 6 de junio | 15:00 |
| A                      | Wanderers         | 0:1       | Fénix          | Parque Alfredo Víctor Viera | 6 de junio | 15:00 |
| A                      | Cerro             | 0:0       | Racing         | Luis Tróccoli               | 6 de junio | 15:00 |
| A                      | Danubio           | 0:2       | Nacional       | Jardines del Hipódromo      | 6 de junio | 15:00 |
| B                      | Atenas            | 1:0       | Boston River   | Estadio Atenas              | 7 de junio | 15:00 |
| B                      | Progreso          | 0:2       | Torque         | Parque Paladino             | 7 de junio | 15:00 |
| B                      | Defensor Sporting | 1:3       | Peñarol        | Luis Franzini               | 7 de junio | 15:00 |
| Libre: River Plate (B) |                   |           |                |                             |            |       |

### Final
La final se decidió en la última fecha de ambos grupos, quedaron emparejados Nacional y Torque. El partido se disputó el domingo 10 de junio de 2018, a las 15:00 en el estadio Centenario.
Nacional ganó el Torneo Intermedio en su segunda edición defendiendo el título obtenido el año anterior al derrotar a Torque 3-2, tras haber ido al descanso en desventaja por 2-0.
| 10 de junio de 2018, 15:00 | Nacional                          | 3:2 (0:2) | Torque           | Estadio Centenario, Montevideo |                              |
|                            | Aguiar 66', 71' · Bergessio 90+1' |           | Pereira 21', 38' | Árbitro(s): Esteban Ostojich   | Árbitro(s): Esteban Ostojich |

#### Ficha del partido
| 1          | POR        | Esteban Conde       |     |
| 19         | DEF        | Santiago Romero     |     |
| 6          | DEF        | Alexis Rolín        |     |
| 23         | DEF        | Diego Polenta       |     |
| 22         | DEF        | Alfonso Espino      |     |
| 17         | MED        | Christian Oliva     | 89' |
| 13         | MED        | Matías Zunino       | 57' |
| 7          | MED        | Luis Aguiar         |     |
| 10         | MED        | Tabaré Viudez       | 87' |
| 24         | DEL        | Gonzalo Bergessio   |     |
| 18         | DEL        | Sebastián Fernández |     |
| Entrenador | Entrenador | Alexander Medina    |     |

| 1          | POR        | Cristopher Fiermarín         |       |
| 16         | DEF        | Mauricio Gómez               | 90+2' |
| 26         | DEF        | Facundo Mallo                |       |
| 15         | DEF        | Yonatthan Rak                |       |
| 27         | DEF        | Andrew Teuten                | 72'   |
| 17         | MED        | Álvaro Brun                  |       |
| 20         | MED        | Darío Pereira                |       |
| 11         | MED        | Santiago Scotto              | 80'   |
| 7          | MED        | Leonardo Pais                |       |
| 8          | DEL        | Gonzalo Sena                 |       |
| 22         | DEL        | Valentín Mariano Castellanos |       |
| Entrenador | Entrenador | Pablo Marini                 |       |

| 11 | DEL | Leandro Barcia      | 57' |
| 8  | MED | Diego Arismendi     | 87' |
| 16 | DEL | Sebastián Rodríguez | 89' |

| 2  | DEF | Nahuel Ferraresi | 72'   |  |
| 18 | MED | Ignacio Neira    | 80'   |  |
| 19 | DEL | Renzo Rolfo      | 90+2' |  |

| Anotado | 67'   | Luis Aguiar       | 1-2 |
| Anotado | 72'   | Luis Aguiar       | 2-2 |
| Anotado | 90+1' | Gonzalo Bergessio | 3-2 |

| Anotado | 21' | Darío Pereira | 0-1 |
| Anotado | 39' | Darío Pereira | 0-2 |

| Otorgado · Expulsado | 77' | Diego Polenta |

| Otorgado · Expulsado | 63' | Facundo Mallo |

| Árbitro             | Esteban Ostojich |
| Árbitros asistentes | Miguel Nievas    |
| Árbitros asistentes | Horacio Ferreiro |
| Cuarto árbitro      | Antonio García   |

| 1          | POR        | Esteban Conde       |     |
| 19         | DEF        | Santiago Romero     |     |
| 6          | DEF        | Alexis Rolín        |     |
| 23         | DEF        | Diego Polenta       |     |
| 22         | DEF        | Alfonso Espino      |     |
| 17         | MED        | Christian Oliva     | 89' |
| 13         | MED        | Matías Zunino       | 57' |
| 7          | MED        | Luis Aguiar         |     |
| 10         | MED        | Tabaré Viudez       | 87' |
| 24         | DEL        | Gonzalo Bergessio   |     |
| 18         | DEL        | Sebastián Fernández |     |
| Entrenador | Entrenador | Alexander Medina    |     |

| 1          | POR        | Cristopher Fiermarín         |       |
| 16         | DEF        | Mauricio Gómez               | 90+2' |
| 26         | DEF        | Facundo Mallo                |       |
| 15         | DEF        | Yonatthan Rak                |       |
| 27         | DEF        | Andrew Teuten                | 72'   |
| 17         | MED        | Álvaro Brun                  |       |
| 20         | MED        | Darío Pereira                |       |
| 11         | MED        | Santiago Scotto              | 80'   |
| 7          | MED        | Leonardo Pais                |       |
| 8          | DEL        | Gonzalo Sena                 |       |
| 22         | DEL        | Valentín Mariano Castellanos |       |
| Entrenador | Entrenador | Pablo Marini                 |       |

| 11 | DEL | Leandro Barcia      | 57' |
| 8  | MED | Diego Arismendi     | 87' |
| 16 | DEL | Sebastián Rodríguez | 89' |

| 2  | DEF | Nahuel Ferraresi | 72'   |  |
| 18 | MED | Ignacio Neira    | 80'   |  |
| 19 | DEL | Renzo Rolfo      | 90+2' |  |

| Anotado | 67'   | Luis Aguiar       | 1-2 |
| Anotado | 72'   | Luis Aguiar       | 2-2 |
| Anotado | 90+1' | Gonzalo Bergessio | 3-2 |

| Anotado | 21' | Darío Pereira | 0-1 |
| Anotado | 39' | Darío Pereira | 0-2 |

| Otorgado · Expulsado | 77' | Diego Polenta |

| Otorgado · Expulsado | 63' | Facundo Mallo |

| Árbitro             | Esteban Ostojich |
| Árbitros asistentes | Miguel Nievas    |
| Árbitros asistentes | Horacio Ferreiro |
| Cuarto árbitro      | Antonio García   |

|                             |
|                             |
| Campeón Nacional 2.º título |

## Goleadores
| Jugador                            | Equipo  | Goles |
| ---------------------------------- | ------- | ----- |
| Cristian Palacios                  | Peñarol | 8     |
| Actualizado al 7 de junio de 2018. |         |       |

## Asistentes
| Jugador                            | Equipo  | Asistencias |
| ---------------------------------- | ------- | ----------- |
| Fabian Estoyanoff                  | Peñarol | 7           |
| Actualizado al 7 de junio de 2018. |         |             |